# Dmitri Popov
Dmitri Lvovitch Popov (en russe : Дмитрий Львович Попов),  né le 27 février 1967 à Iaroslavl en URSS, est un footballeur international russe, aujourd'hui reconverti en entraîneur.

## Biographie

### Joueur
Dmitri Popov joue 153 matchs en première division espagnole avec les clubs du Racing Santander et du SD Compostela.
Il dispute 8 matchs en Coupe d'Europe des clubs champions avec le club du Spartak Moscou. Il atteint les demi-finales de cette compétition en 1991 en étant éliminé par l'Olympique de Marseille. Avec le Spartak il est également demi-finaliste de la Coupe d'Europe des vainqueurs de coupe en 1993, en étant éliminé par le club belge du Royal Antwerp.

### Équipe nationale
Avec la Russie, Popov joue 21 matchs et marque 4 buts entre 1992 et 1998. 
Il joue la Coupe du monde 1994 organisée aux États-Unis. Lors du mondial, il dispute un match contre la Suède.

### Entraîneur
Il est nommé en janvier 2008 directeur sportif du Spartak Moscou.

## Palmarès
Spartak Moscou
- Champion d'Union soviétique en 1989.
- Champion de Russie en 1992 et 1993.
- Vainqueur de la Coupe d'Union soviétique en 1992.